# Jonathas ende Rosafiere

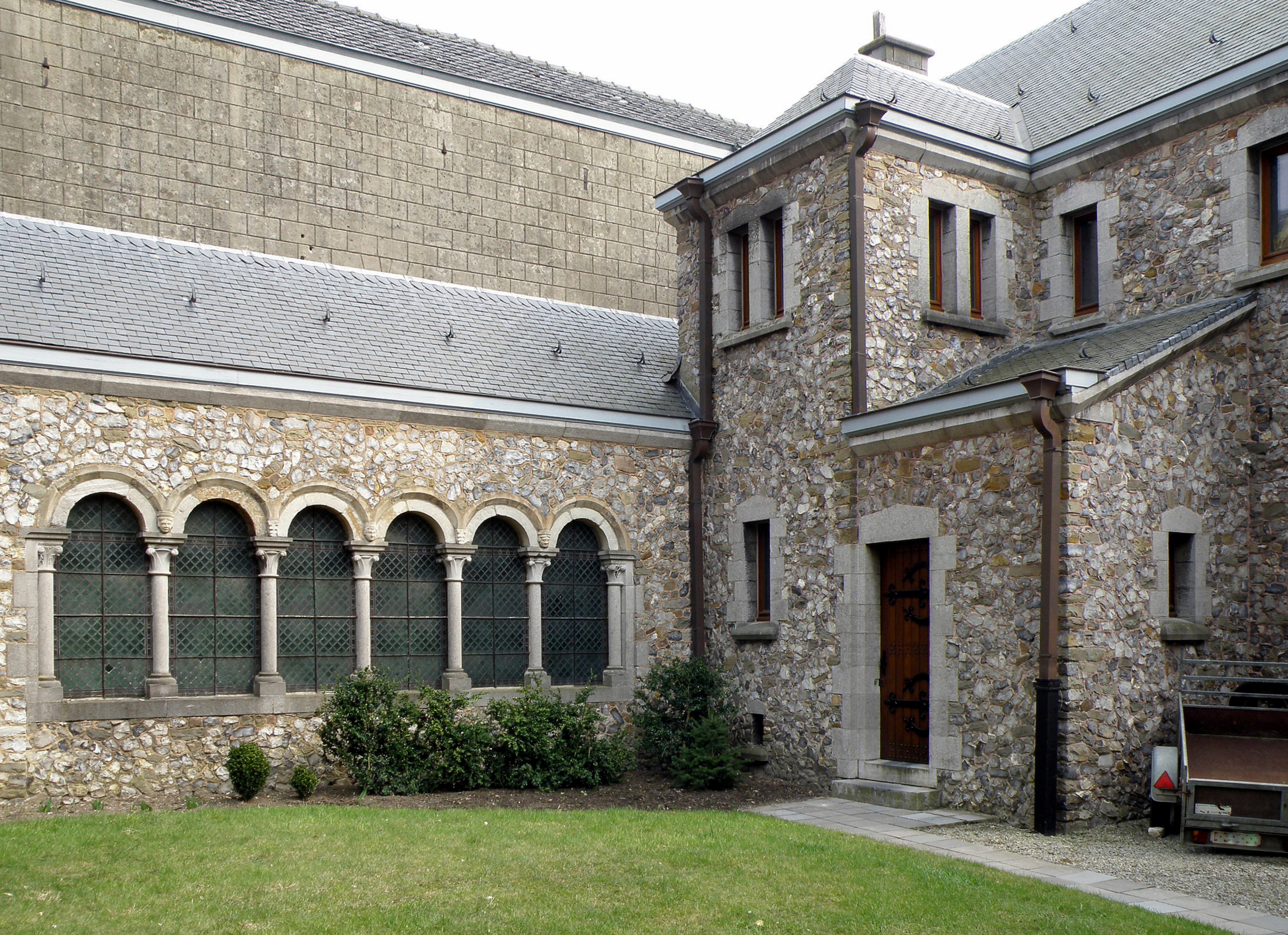
Kloostergang van de Sint-Odulfuskerk in Borgloon. In het archief van deze kerk vond kanunnik Daris in 1860 de fragmenten van het handschrift-Borgloon.

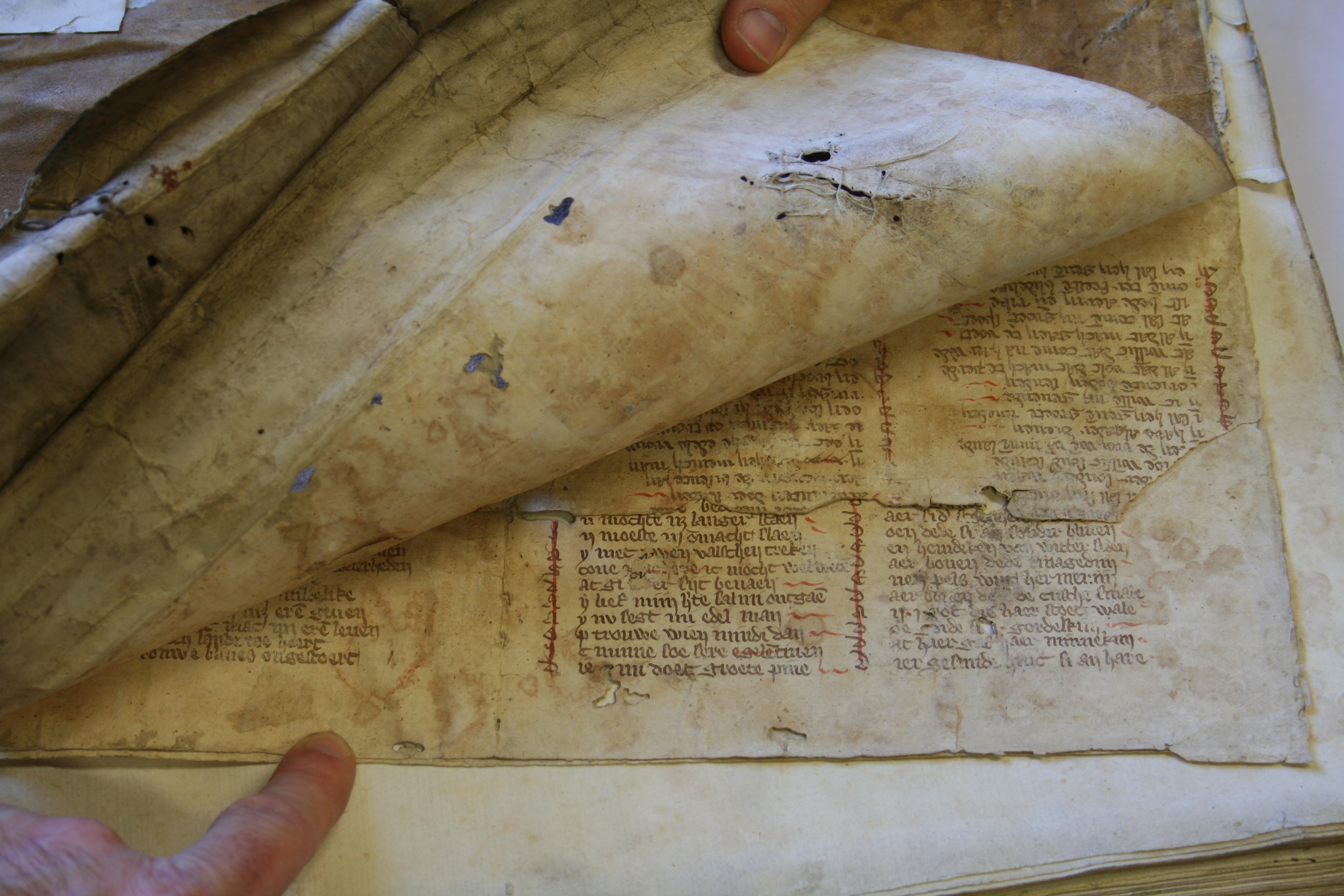
Ontdekking van de fragmenten in het Mechelse kasboek (2007)

Jonathas ende Rosafiere is een Middelnederlands verhaal op rijm dat enkel fragmentarisch bewaard is gebleven. De tekst - een Marialegende die gelijkenissen vertoont met Beatrijs - stamt waarschijnlijk uit de eerste helft van de 14e eeuw (en is in elk geval niet jonger dan 1375).

## Reconstructie van het verhaal
Rosafiere en haar zus Eglentine verblijven aan het hof in Oriënt. Hun moeder is overleden en hun vader is op kruistocht vertrokken. De koningszoon Jonathas is verliefd op Rosafiere en wil met haar trouwen. Als hij uiteindelijk toestemming heeft gekregen van zijn ouders, verschijnt er een engel die hem laat weten dat Maria zich verzet tegelijk het huwelijk. De engel vertelt dat Rosafiere een kind zal krijgen van haar vader en in de prostitutie zal belanden. Daarop trouwt de koningszoon met Rosafieres zus Eglentine. Door tijdens de huwelijksnacht even de plaats van haar zus in bed in te nemen, komt Rosafierre achter haar droeve lot. Ze vlucht met hulp van Jonathas en wordt poortwachter in een klooster. Na zeven jaar komt haar vader terug van de kruistocht. Wanneer hij verneemt dat zijn dochter in een klooster zit, zweert hij haar te zullen verkrachten en verkoopt hij hiervoor zijn ziel aan de duivel. Dat laat hem toe in nonnengedaante het klooster binnen te dringen en de vreselijke misdaad te volbrengen. Enige tijd later komt Jonathas - ondertussen koning van Oriënt maar nog steeds verliefd - op bezoek en brengt hij Rosafiere af van haar plan om zich in een bos door wilde beesten te laten doodbijten. Wanneer de zwangerschap zichtbaar wordt, begeleidt hij Rosafiere naar Venetië en geeft hij haar kleren en geld om jaren rond te komen. Ze verbrast alles in zes weken en begint een hoerenleven, enkel nog biddend tot Maria. Na zeven jaar gaat Jonathas op bedevaart naar Santiago de Compostella, om echter na zijn vertrek de teugel te wenden naar de plek waar hij afscheid heeft genomen van Rosafiere. Hij vindt haar uiteindelijk in een kelder, dobbelend met pooiers. Ze weigert met hem mee te komen, maar na aandrang en gebed voelt ze diep berouw en wil ze toch terug naar haar klooster. Daar blijkt haar afwezigheid niet te zijn opgemerkt. Een tuinman vertelt zelfs dat de vrome poortwachter Rosafiere op het punt staat abdis te worden. Dit is te danken aan Maria, die al die tijd haar plaats heeft ingenomen. Maria verschijnt en geeft Jonathas veertig dagen om Eglentine in te lichten en zijn koninkrijk weg te schenken. Daarna zal ze Jonathas, Eglentine en Rosafiere meenemen naar de hemel. Rosafieres vader zal zeven jaar gestraft worden met een zware ziekte en dan ook in de hemel worden opgenomen. Op het einde - waar nog enkele fragmenten ontbreken - verwelkomt Jezus de drie protagonisten in de hemel.

## Tekstgetuigen
Er zijn vijf tekstgetuigen van het verhaal overgeleverd:
- De Mechelse fragmenten, ca. 1350-1375: drie stroken en twee snippers van papier, gevonden in een kasboek dat wordt bewaard in het stadsarchief van Mechelen (ca. 400 verzen)
- Het handschrift-Borgloon, ca. 1475: 22 papieren bladen bewaard in de Amsterdamse universiteitsbibliotheek (1208 verzen)
- Fragment Gentse druk: vier bladen uit een druk van ca. 1505 bewaard in de bibliotheek van de Gentse Universiteit (176 verzen)
- Fragment Amsterdamse druk: Twee dubbelbladen uit een druk van ca. 1510-1515 bewaard in de Amsterdamse universiteitsbibliotheek (160 verzen)
- Fragment Leidse druk: een dubbelblad uit een druk van vóór 1514 bewaard (maar momenteel zoekgeraakt) in de universiteitsbibliotheek van Leiden (84 verzen)

De tekstgetuigen vullen elkaar aan maar vertonen binnen de overlappingen ook grote verschillen. De reconstructie van de teksttraditie verloopt moeizaam door een misdruk (Amsterdamse druk) en andere complicaties. Er is nog geen moderne kritische editie.

## Edities
- Napoleon De Pauw (ed.), "'Jonathas & Rosafiere'. Fragmenten van eenen ridderroman", in: Middelnederlandsche gedichten en fragmenten, vol. 1, 1893-1897, p. 487-493 (Gentse druk) en 494-529 (handschrift-Borgloon).
- Jos Biemans, Hans Kienhorst, Willem Kuiper en Rob Resoort (ed.), Het handschrift-Borgloon. Hs. Amsterdam, Universiteitsbibliotheek (UvA), I A 24 l, m, n. Hilversum, Verloren, 2000.
- Pater Maximilianus, "'Van Jonitas ende Rosafiere'", in: Bijblad voor Taal en Letteren, 1914, p. 108-117 (Leids fragment)
- D.J. Huizinga (ed.), 'Jonathas ende Rosafier'. Een onbekend postincunabel-fragment en de oorspronkelijke vorm van het handschrift, in: Tijdschrift voor Nederlandse Taal- en Letterkunde, 1975, p. 175-212 (fragment Amsterdamse druk).
- Remco Sleiderink, Hier seldi groete bliscap horen. Veertiende-eeuwse papieren fragmenten van Jonathas ende Rosafiere in het Stadsarchief Mechelen, in: Tijdschrift voor Nederlandse Taal- en Letterkunde, 2014, p. 307-346 (Mechelse fragmenten).